# Regierung De Valera IX
Die Regierung De Valera IX war die 4. Regierung der Republik Irland, sie amtierte vom 9. Juni 1944 bis zum 18. Februar 1948.
Bei der vorgezogenen Parlamentswahl am 30. Mai 1944 konnte die seit 1932 regierende Fianna Fáil (FF) mit 76 von 138 Sitzen die absolute Mehrheit erringen. Éamon de Valera wurde am 9. Juni 1944 mit 81 gegen 37 Stimmen vom Dáil Éireann (Unterhaus des irischen Parlaments) zum Taoiseach (Ministerpräsident) gewählt. Die Minister wurden am selben Tag vom Dáil gewählt. Der Taoiseach, die Minister und die vom Taoiseach nominierten Staatssekretäre wurde am selben Tag vom Staatspräsidenten Douglas Hyde ernannt. Die Regierung bestand nur aus Mitgliedern der Fianna Fáil.
Bei der folgenden Parlamentswahl am 4. Februar 1948 blieb Fianna Fáil stärkste Partei, verlor aber die absolute Mehrheit. Es bildete sich eine große Koalition unter Führung von John A. Costello (Fine Gael).

## Zusammensetzung
| Minister                                                                                        | Minister         | Minister | Minister        | Minister | Minister          |
| Amt                                                                                             | Name             | Partei   | Amtszeit        | Amtszeit | Amtszeit          |
| ----------------------------------------------------------------------------------------------- | ---------------- | -------- | --------------- | -------- | ----------------- |
| Taoiseach (Ministerpräsident)                                                                   | Éamon de Valera  | FF       | 9. Juni 1944    | –        | 18. Februar 1948  |
| Tánaiste (Vizeministerpräsident)                                                                | Seán Ó Ceallaigh | FF       | 9. Juni 1944    | –        | 14. Juni 1945     |
| Tánaiste (Vizeministerpräsident)                                                                | Seán Lemass      | FF       | 19. Juni 1945   | –        | 18. Februar 1948  |
| Außenminister                                                                                   | Éamon de Valera  | FF       | 9. Juni 1944    | –        | 18. Februar 1948  |
| Bildungsminister                                                                                | Thomas Derrig    | FF       | 9. Juni 1944    | –        | 18. Februar 1948  |
| Finanzminister                                                                                  | Seán Ó Ceallaigh | FF       | 9. Juni 1944    | –        | 14. Juni 1945     |
| Finanzminister                                                                                  | Frank Aiken      | FF       | 19. Juni 1945   | –        | 18. Februar 1948  |
| Gesundheitsminister                                                                             | James Ryan       | FF       | 22. Januar 1947 | –        | 18. Februar 1948  |
| Minister für Industrie und Handel                                                               | Seán Lemass      | FF       | 9. Juni 1944    | –        | 18. Februar 1948  |
| Justizminister                                                                                  | Gerald Boland    | FF       | 9. Juni 1944    | –        | 18. Februar 1948  |
| Minister für die Koordinierung der Verteidigungsangelegenheiten                                 | Frank Aiken      | FF       | 9. Juni 1944    | –        | 19. Juni 1945     |
| Landminister                                                                                    | Seán Moylan      | FF       | 9. Juni 1944    | –        | 18. Februar 1948  |
| Landwirtschaftsminister                                                                         | James Ryan       | FF       | 9. Juni 1944    | –        | 21. Januar 1947   |
| Landwirtschaftsminister                                                                         | Patrick Smith    | FF       | 22. Januar 1947 | –        | 18. Februar 1948  |
| Minister für lokale Verwaltung und Gesundheit                                                   | Seán MacEntee    | FF       | 9. Juni 1944    | –        | 22. Januar 1947   |
| Minister für lokale Verwaltung                                                                  | Seán MacEntee    | FF       | 22. Januar 1947 | –        | 18. Februar 1948  |
| Minister für Post und Telegraphie                                                               | Patrick Little   | FF       | 22. Januar 1947 | –        | 18. Februar 1948  |
| Sozialminister                                                                                  | James Ryan       | FF       | 22. Januar 1947 | –        | 18. Februar 1948  |
| Minister für Versorgung                                                                         | Seán Lemass      | FF       | 9. Juni 1944    | –        | 31. Juli 1945     |
| Verteidigungsminister                                                                           | Oscar Traynor    | FF       | 9. Juni 1944    | –        | 18. Februar 1948  |
| Staatssekretäre                                                                                 |                  |          |                 |          |                   |
| Amt                                                                                             | Name             | Partei   | Amtszeit        | Amtszeit | Amtszeit          |
| Parlamentarischer Sekretär beim Taoiseach Parlamentarischer Sekretär beim Verteidigungsminister | Eamonn Kissane   | FF       | 9. Juni 1944    | –        | 18. Februar 1948  |
| Parlamentarischer Sekretär beim Finanzminister                                                  | Patrick Smith    | FF       | 9. Juni 1944    | –        | 31. Dezember 1946 |
| Parlamentarischer Sekretär beim Finanzminister                                                  | Seán O’Grady     | FF       | 1. Januar 1947  | –        | 18. Februar 1948  |
| Parlamentarischer Sekretär beim Minister für Industrie und Handel                               | Seán O’Grady     | FF       | 9. Juni 1944    | –        | 31. Dezember 1946 |
| Parlamentarischer Sekretär beim Landwirtschaftsminister                                         | Patrick Smith    | FF       | 1. Januar 1947  | –        | 22. Januar 1947   |
| Parlamentarischer Sekretär beim Minister für lokale Verwaltung und Gesundheit                   | Francis Ward     | FF       | 9. Juni 1944    | –        | 13. Juli 1946     |
| Parlamentarischer Sekretär beim Minister für lokale Verwaltung und Gesundheit                   | Erskine Childers | FF       | 9. Juni 1944    | –        | 21. Januar 1947   |
| Parlamentarischer Sekretär beim Minister für lokale Verwaltung und Gesundheit                   | Erskine Childers | FF       | 22. Januar 1947 | –        | 18. Februar 1948  |

## Umbesetzungen
Tánaiste und Finanzminister Seán Ó Ceallaigh trat am 14. Juni 1945, nach seiner Wahl zum Präsidenten, zurück. Sein Nachfolger als Tánaiste wurde Seán Lemass, Minister für Industrie und Handel. Im Finanzministerium folgte ihm Frank Aiken, dessen bisheriges Portfolio, Koordinierung der Verteidigungsangelegenheiten, entfiel.
Das Versorgungsministerium wurde aufgelöst und seine Kompetenzen am 1. August 1945 dem Ministerium für Industrie und Handel übertragen.
Francis Ward, Parlamentarischer Sekretär beim Minister für lokale Verwaltung und Gesundheit, trat am 13. Juli 1946 zurück.
Am 1. Januar 1947 wechselte der Parlamentarische Sekretär beim Minister für Industrie und Handel, Seán O’Grady, ins Finanzministerium, der Parlamentarische Sekretär beim Finanzminister, Patrick Smith, wurde Parlamentarischer Sekretär beim Landwirtschaftsminister.
Am 22. Januar 1947 wurden zwei neue Ministerien eingerichtet, das Gesundheitsministerium und das Sozialministerium. Landwirtschaftsminister James Ryan, übernahm die Leitung der neu eingerichteten Ministerien für Gesundheit und für Soziales. Landwirtschaftsminister wurde Patrick Smith, bisher Parlamentarischer Sekretär beim Landwirtschaftsminister. Das Ministerium für lokale Verwaltung und Gesundheit wurde in Ministerium für lokale Verwaltung umbenannt.